# Јосиф: Краљ снова
Јосиф: Краљ снова (енгл. Joseph: King of Dreams) је амерички анимирани библијски мјузикл драмски филм из 2000. године. То је уједино и прва дирек-ту-видео емисија компаније Дримворкс анимејшон. Филм је адаптација приче о Јосифу у књизи постојања у Библији, и служи као преднаставак филма Принц Египта из 1998. године. Композитор Дени Пелфри изјавио је да је филм наставак Принца Египта, истичући да се „Јосиф поприлично разликује од Принца Египта, јер је био веома изазован и награђиван”.
Ко-редитељ Роберт Рамирез је изјавио да су рецензије за филм „генерално биле врло добре” и да је постојао период када „филм није добро функционисао, када је приповедање дијалога било тешко”.